# Popkomm
Die Popkomm war eine jährliche internationale Fachmesse für Musik und Unterhaltung. Sie setzte auf ein integriertes Veranstaltungskonzept aus Fachmesse, Kongress und Festival. Eigenständig durchgeführt wurde sie von 1990 bis 2003 in Köln und von 2004 bis 2008 in Berlin. Dort entwickelte sich die Popkomm zwischenzeitlich zu einer der drei größten internationalen B2B-Veranstaltungen der Musikindustrie.

## Geschichte
Mitte der 1980er Jahre fanden in der Wuppertaler „Börse“ die ersten vom damaligen Leiter des „Rockbüro NRW“ in Wuppertal, Dieter Gorny, initiierten Musikmessen statt, damals noch ohne Veranstaltungstitel. 1989 wurde daraus die Popkomm in Düsseldorf im Kulturzentrum zakk im Rahmen des zweiten Rock-Pop-Kongresses der Kulturpolitischen Gesellschaft (Bonn) gegründet, unter anderem auch von Gorny. Namensgeber war der Hamburger Journalist Rainer Jogschies. Damals war sie noch ein alternativer Insidertreff der Musikszene, aber bereits als Kommunikationsort für nationale Independents und Branche geplant. 1990 fand die Popkomm erstmals in Köln als internationale Branchenmesse statt. Im Jahr 2003 wurde die Popkomm an die Messe Berlin verkauft. In Köln wurde ab 2004 das Festival c/o pop als Reaktion auf die Abwanderung der Popkomm ins Leben gerufen.
In Berlin entwickelte sich die Popkomm zu einer der drei größten internationalen B2B-Veranstaltungen der Musikindustrie, bis sie 2009 aufgrund sinkender Einnahmen erstmals abgesagt wurde. 2010 kam die Popkomm als Teil der Berlin Music Week zurück und fand in den letzten Jahren im ehemaligen Flughafen Berlin-Tempelhof statt. Ab 2015 gingen Popkomm und Berlin Music Week in dem deutlich kleineren Konzept "Pop=Kultur" auf und sollten fortan im Berliner Techno-Club "Berghain" im Stadtteil Friedrichshain stattfinden.

## Messe
Die Popkomm war eine der bedeutenden Veranstaltung der Branche, von der wirtschaftliche und kulturpolitische Impulse ausgingen. Zahlreiche Musiklabels, Majors und Independents, Händler, Verlage und musikaffine Unternehmen waren auf der Popkomm vertreten. Auf einer Ausstellungsfläche von 16.000 m² zählte die Popkomm 2006 insgesamt 817 Aussteller, davon 589 internationale Aussteller aus 55 Ländern, sowie über 15.000 Fachbesucher. Nach der Popkomm 2006 gaben 72 Prozent der Aussteller und 41 Prozent der Fachbesucher an, erfolgreich Geschäfte gemacht zu haben. Im Jahr 2008 fand die Popkomm vom 8. bis 10. Oktober 2008 statt. 2010 wurde zum ersten Mal in der Geschichte der Popkomm ein B2C-Bereich auf dem Marktplatz eingeführt, um den Endverbraucher mehr in die Veranstaltung miteinzubeziehen.

## Absage 2009
Am 19. Juni 2009 wurde die Messe überraschend abgesagt. Die Geschäftsführung der Popkomm GmbH begründete diesen Schritt mit geringen Gewinnerwartungen aufgrund schlechter Anmeldezahlen. Dieter Gorny, Gründer der PopKomm, nannte als Grund für die Absage den anhaltenden Diebstahl geistigen Eigentums im Internet sowie die damit verbundenen Umsatzausfälle der Branchenteilnehmer. Dieser Ansicht wurde vom ehemaligen Deutschlandchef von Universal Music, Tim Renner, umgehend entschieden widersprochen. Das Konzept der Messe sei überholt, erläuterte Renner im Deutschlandfunk noch am selben Tag. Die Messe funktioniere nicht mehr, weil sie als „Selbstdarstellungsfeier“ einer Branche diene, die „in der Tat wenig zu feiern hat, weil sie ihr Geschäftsmodell nicht mehr im Griff hat“ und verwies dabei auf die Versäumnisse, das Internet als zukünftigen Vertriebskanal zu erkennen.
Von vielen wurde Gornys Messeabsage als Hilferuf der Branche an die Bundesregierung interpretiert, ähnliche Gesetze wie in Frankreich zu schaffen, in denen Internetnutzer ohne richterlichen Vorbehalt und Verfahren den Internetanschluss bei wiederholten Urheberrechtsverstößen für bis zu einem Jahr verboten bekommen könne (das sogenannte „Loi Hadopi“, siehe auch: Urheberrechtsverletzung). Der Hamburger Journalist Rainer Jogschies, einst Renner-Kollege beim NDR und dem Magazin tango, kritisierte als Namensgeber der PopKomm und Mitverantwortlicher der Konzeption in einem Brief an Gorny die Absage – es sei bei der Einrichtung der Messe 1979 um die Kommunikation der independents mit der Branche gegangen – damals habe man auch „kein Geld“ gehabt und auch deshalb die Messe initiiert. Sie nun aus Geldmangel abzusagen sei absurd und schade.

## Kongress
Auf dem Popkomm-Kongress wurden aktuelle Themen der Branche diskutiert, Innovationen vorgestellt und Fachwissen von internationalen Branchenvertretern vermittelt. Der Kongress bot den Fachbesuchern Vorträge und Beteiligung von Prominenten aus der Musikbranche: Kongressteilnehmer auf der Popkomm 2006 waren unter anderem Feargal Sharkey, ehemaliger Sänger der Undertones und Vorsitzender des britischen Live Music Forums, Gilberto Gil, Musiker und Kulturminister des Partnerlandes Brasilien sowie der Gründer des Montreux Jazz Festivals, Claude Nobs und Musikproduzent Lou Pearlman. Im Jahr 2007 widmete sich der Kongress in Diskussionsrunden, Vorträgen und Workshops den Themen, von denen angenommen wird, dass sie die Musikindustrie in Zukunft beschäftigen werden: „Digital“, „Live“, „Mobile-Entertainment“ und „Creative Industries“. Neben diesen Schwerpunktthemen bot der Kongress Länderübersichten, so zum Beispiel im Jahr 2006 Japan, Brasilien und Russland. 2010 fand der Kongress all2gethernow ebenfalls im ehemaligen Flughafen Tempelhof statt.

## Festival
Neben der Geschäftsmesse und dem Fachkongress fand als dritte Säule der Popkomm jedes Jahr ein Festival statt. Die Popkomm 2006 brachte über 2.000 Musiker aus 26 Ländern auf die Bühne. Über 400 Auftritte sorgten dabei für mehr als 600 Stunden Live-Musik in 30 Berliner Clubs mit etwa 70.000 Besuchern. Auf diesem Popkomm-Festival traten u. a. Billy Talent, Chicks on Speed, Joy Denalane, Kaizers Orchestra, iForward Russia!, The Aggrolites, The Long Blondes, Sugarplum Fairy, Juliette and the Licks und Lunik auf. Dabei war die Popkomm genreübergreifend: Alle Musikrichtungen waren willkommen. Im Jahr 2007 waren musikalische Festivalbewerbungen erstmals ausschließlich auf elektronischem Wege möglich. Hierzu kooperierte die Popkomm GmbH mit dem US-amerikanischen Online-Portal „Sonicbids“.

## Auszeichnungen
„Popkomm-IMEA“ steht für „Innovation in Music and Entertainment Awards“, Auszeichnungen für kreative Geschäftsideen in der Musikbranche. Dabei stehen junge Unternehmen im Mittelpunkt, die sich etwa in den Bereichen digitale Vermarktung von Musik oder Mobile-Unterhaltungselektronik mit kreativen Ideen hervorgehoben haben. Die Gewinner der Popkomm-IMEAs erhielten einen kostenlosen Stand inklusive Freiakkreditierungen auf der im Jahr darauf stattfindenden Popkomm, einen Wirtschaftsberatungsworkshop sowie besondere Berichterstattung der Popkomm-Medienpartner. Die Gewinner waren:
- 2004: Play Louder (UK)
- 2005: kSolo (USA)
- 2006: Royalty Share (USA)
- 2007: Trivid (Deutschland)[7]
- 2008: Kyte (USA)

Für 2009 war eine Preisvergabe vorgesehen gewesen, aber nachdem die Veranstaltung in diesem Jahr abgesagt worden war, wurde der IMEA 2010 unter der neuen Organisation nicht mehr aufgenommen.

## Popkomm Classics
In der „Classic Lounge“ der Popkomm präsentierten sich Labels, Verbände, Verlage und Klassikmedien, um neue Perspektiven des Klassikmarktes zu präsentieren und um Begegnungen und Gespräche zu fördern. Klassik war auch in den Kongressteil der Popkomm integriert; im Jahr 2006 ging es in den Foren um Schulungsprogramme und die Macht klassischer Musik. Auf dem Popkomm-Festival spiegelte sich klassische Musik insbesondere in der „Yellow Lounge“ wider, die in Kooperation mit dem Programm „Classics & Jazz“ der Firma Universal Music veranstaltet wurde. 2006 feierte „ReComposed by Jimi Tenor“ in diesem Kontext seine Weltpremiere in der Deutschen Oper.

## Veranstalter
Veranstalterin der Popkomm war seit 2004 die Popkomm GmbH, eine 100%ige Tochter der Messe Berlin GmbH. Geschäftsführer der Popkomm GmbH ist Ralf Kleinhenz, die organisatorische Projektleitung als Direktorin hatte 2004–2007 Katja Bittner inne, 2008 übernahm Esther Piehl diese Aufgabe und seit 2009 Daniel Barkowski, der ehemalige Projektleiter der Jugendmesse YOU. Zum Kernteam der Popkomm gehört Tenday Mwase als Manager Exhibition.

## Andere Musikmessen
- c/o pop
- Eastern Europe Music Convention (EEMC), erste osteuropäische Musikmesse
- Eurosonic, Groningen, Niederlande
- Jazzahead
- Midem, Musikmesse in Cannes
- Musikmesse Frankfurt
- NAMM Show
- Pop-Up (Musikmesse), Musikmesse für Independentmusik
- Promikon
- Reeperbahn Festival, Hamburg
- South by Southwest
- Winter Music Conference
- World Music Expo (WOMEX)